# مککول، میسیسیپی
مککول (به انگلیسی: McCool) شهرکی در ایالت میسیسیپی کشور ایالات متحده آمریکا است که جمعیت آن در سرشماری سال ۲۰۱۰ میلادی، ۱۳۵
نفر بوده‌است.